# Köznevesülés
A köznevesülés folyamata az a nyelvi folyamat, amelynek során a nyelvhasználók egy korábban tulajdonnévként használt főnevet köznévi értelemben kezdenek használni, és ezt írásban is jelölni kezdik. Köznevek egyaránt keletkezhetnek személynevekből, márkanevekből, földrajzi nevekből vagy akár neves dátumokból, ismert történelmi események elnevezéseiből is. A tulajdonnevek köznevesülése a ritkább szóalkotási módok kategóriájába tartozik, bár ma már sok olyan kifejezés van, amely egy valaha élt személy nevéből, egy ismert történetből, anekdotából stb. származik.

## A köznevesülés folyamata
Egy tulajdonnév két okból indulhat el a jelentésváltozás azon útján, hogy köznévvé változzon. Egyfelől történhet mindez társadalmi okból: ilyenkor egy adott név viselője (akár személy, akár tárgy) kiemelkedik a többi közül, és lassan fogalom keletkezik belőle. Így lett például a Caesar nevéből Kaiser, keizer, császár vagy cár, Nagy Károlyéból pedig kral és király. A másik lehetőség a pszichológiai, lélektani ok: ilyenkor jelentősége felől megközelítve válik valami szimbólummá. A köznevesülést írásban is jelöljük, ám bármelyik típusról is legyen szó, az ilyen kifejezéseket csak akkor írhatjuk le kisbetűvel, ha a beszélők nagy része már köznévként tekint rájuk. Emiatt ez a folyamat csak lassan mehet végbe. A köznévvé változott tulajdonnevek tovább alakíthatók képzett szavakká, így keletkezhetnek olyan szavak, mint a kiszidolozom vagy a brunolinozható.
A köznevesült tulajdonnevek egyik legnagyobb kategóriája a személyneveké, akár valós, akár mitológiai személyekről van szó. Utóbbi csoportba az olyan szavak sorolhatók, mint például a matuzsálem vagy a grácia. Az előbbihez sorolhatjuk például a Fruzsina név fruskára való változását, de a legtöbb köznevesült személynévvel a tudományok kapcsán találkozhatunk. Elég, ha a mértékegységekre gondolunk, melyek ismert fizikusok (például Watt) előtt tisztelegnek. A tulajdonnévi eredetű köznevesülés alapja a személyhez fűződő történet is lehet, ilyen például a szendvics szó Sandwich grófjának nevéből, vagy a bojkott szó a Charles Cunnigham Boycott, Lord Earne gazdatisztje ellen indított mozgalom után.
Irodalmi művek is szolgálhatnak a köznevesülés alapjául, ilyen például az oblomovizmus vagy a hárijánoskodik kifejezés (utóbbi Garay János Az obsitos című művéből). Számos köznevesült alak létezik, amely bizonyos ruhadarabra utal. Ezek általában az ezeket gyakran viselő személyről kapták nevüket (így például Greta Garbo színésznőről a garbó), de a pepita minta is személynévi eredetű (Pepita Ortega spanyol táncosnő nevéből). Különösen sok a személynév eredetű a növények megnevezései között. Ételek is viselik készítőjük vagy nagy kedvelőik nevét (Újházi-tyúkhúsleves, székelykáposzta, dobostorta). A dobostorta nem csak Magyarországon ismert: az ausztriai németben Doboschtorteként, a szlovák nyelvben doboškaként, a csehben pedig dobošovýként mondják.
Számtalan földrajzi név eredetű köznevet ismerünk a tokajitól a bauxitig. Több lépésben alakult ki a tingli-tangli szó. A Triangel (három angyal) nevű mulató nevéből alakult a tangel, majd ikerítéssel a tingel-tangel. Ritkább eset, de tárgyak is részt vehetnek a köznevesülésben, így például az ókori Kolosszosz, amit ma kolosszusként használunk.
Egyes szavak származása ma már nem teljesen világos.Ilyen például a winchester szó merevlemez értelemben, amelyet feltételezések szerint a Winchester márkájú lőfegyverről neveztek el (vélhetőleg a gyorsaságára utalva), amely pedig Oliver Fisher Winchester után kapta a nevét. Voltak magyarítási kísérletek is, így terjedt el a keménylemez és a merevlemez, melyek az angol hard disknek tükörfordításai, de a winchester ezeket hamarosan kiszorította.
Bár előfordulnak csak Magyarországon használt kifejezések, a legtöbb szó a nemzetközi műveltség része. Természetesen más nyelvekben is akadnak olyan kifejezések, melyeket csak az adott nyelvterületen köznevesültek, mint például az angolban a coventrize, melyet a közép-angliai Coventry város második világháborús lebombázása óta használnak romba dönt értelemben.
A köznevesülés egy kirívó altípusa a katonai nyelvben előforduló köznevesülés. Ezek a szavak főleg három közegből származnak: a laktanyai környezetből (például márkanevek), a közös ismeretekből (például híres emberek, helynevek), és a fikcióból (ifjúsági irodalomból, filmekből, rajzfilmekből). Ilyen például a szabócsalád, azaz egymás melletti alakokat formáló lőtábla vagy a horvátgumi, amely Horváth Ede gyárigazgató nevéből ered, de ide tartozik a géppityu más becézésekkel együtt vagy az olyan szavak, mint a mengele (katonaorvos jelentésben) vagy az aladin, azaz a lámpa leoltásáért felelős személy.

## Nem egyértelmű köznevesülések
A tulajdonneveket hagyományosan a főnév egyik alkategóriájaként tartják számon, élesen elkülönítve a köznevek csoportjától, amely a főnév másik nagy alkategóriája. A két kategória közti határ nem annyira éles, mint amilyennek elsőre tűnik. Ha ugyanis a tulajdonneveket főnévnek tekintjük, akkor a többszavas kifejezéseket, mint amilyen az Egyesült Államok, a Magyar Tudományos Akadémia vagy Bartók Béla neve, nem tekinthetnénk tulajdonnévnek, hiszen a főnevek csak egyetlen szóból állhatnak. A gyakorlatban azért szokták egyetlen főnévnek tekinteni őket a grammatikai elemzéskor, mert csak a legutolsó tagjuk kaphat ragot. További érdekesség, hogy a szófaji besoroláskor általában először a jelentést vesszük figyelembe, majd az adott kifejezés formális viselkedését. Ezzel szemben a tulajdonnevek besorolásánál csak a jelentés alapján döntünk.
Eltérést mutathatnak az egyes nyelvek is. Az angol nyelvben például nagy kezdőbetűvel írjuk a napok, hónapok vagy ünnepek neveit is.
A tulajdonnevek valaha maguk is közszókból alakultak nevekké. A tulajdonnevek tehát jelentésváltozással keletkeznek, ezt támasztja alá az is, hogy sok személynév lefordítható más nyelvre (például a John Jánosra). Tulajdonnévi jelentésben azonban már egy konkrét dolgot értünk alattuk, és nem a jelentésük kerül előtérbe. Ez könnyen ellenőrizhető az olyan tulajdonneveken, mint például a Fehérvár, amely összetételt ma már nem szó szerint értelmezzük, például nem vonatkoztatjuk az adott objektumra a fehér színt.
Egyes szavak különböző szempontból nézve egyaránt tekinthetők tulajdonneveknek és közneveknek is. Például a Föld, a Hold, a Nap szavak (ilyen írásmóddal) egy csillagász számára tulajdonnevek, a laikus szemével nézve azonban tekinthetők köznévnek is, és létezik kisbetűs írásmódjuk is. Az Isten szó az egyistenhívő vallásokban tulajdonnév, más esetekben azonban nem az. Egyes megfigyelések szerint fokozatos átmenetet vehetünk észre a különféle köznevesült vagy félig köznevesült formákban. A New York város a közvélemény szemében kevésbé tulajdonnév, mint a New York, és vitatott, hogy a Petőfi-kötet vagy a Chopin-darab tulajdonnév-e egyáltalán. Ilyenkor a szituáció vagy a beszélő dönt. Mivel azonban a szavak akkor is jelentésváltozáson esnek át, mikor tulajdonnévből tulajdonnevek keletkeznek, például A Herman Ottóba jártam iskolába mondatban is, amikor személynévből intézménynév alakul, ezért inkább használati helyzetekről és nem átmenetekről beszélhetünk. Mindezek a kérdések és besorolási nehézségek nem csak a magyar nyelvben vannak jelen.
A köznevesülés folyamatát Grétsy László és Kovalovszky Mihály a Nyelvművelő kézikönyvben a jelentéstapadáshoz sorolja, hiszen ezek a köznevesült tulajdonnevek eleinte leginkább egy köznévi utótaggal álltak együtt. A mai napig léteznek egyelőre csak részben köznevesült szavak, ilyen például a Basedow-kór (bár helyenként bazedovkór), a Bunsen-égő, az Eötvös-inga vagy a Diesel-motor (ami helyett azt is írhatjuk, hogy dízelmotor).
Nem egyértelmű, hogy lehet-e tulajdonnévként kezelni az olyan dátumokat, mint amilyen a március 15-e, vagy a híres történelmi helyszíneket, amennyiben azokat az eseményekre utalva is használják a beszélők (Waterloo, Mohács).

## Márkanevek, védjegyek köznevesülése
A szellemi alkotások, így a védjegyek és egyéb márkanevek elnevezései a tulajdonnevek körébe sorolhatók, azok egyik fajtájának tekinthetők, amennyiben elismerjük, hogy a márkanevek denotátuma nem egy konkrét egyedi termék, hanem a gyártmány vagy az általa viselt megjelölés mint egyedi szellemi alkotás. Az áruneveknek (és a szerzői művek címeinek) a tulajdonnév volta mellett szól az is, hogy azok jogi védelemben részesülnek.
A beszélő számára nem nyilvánvaló minden esetben, vajon az általa márkanévként felfogott szó védjegyoltalom alatt áll-e vagy sem. A köznevesülés folyamata vezet oda, hogy általánossá válik egy-egy védjegynek (márkanévnek) konkrét termékek/szolgáltatások megnevezésére való használata. A márkanév a köznevesülése után már nem tölti be megkülönböztető funkcióját (a köznév többé nem utal konkrét gyártóra/szolgáltatóra). A védjegy (márkanév) tulajdonosa számára a köznevesülés az egykori tulajdonnévhez fűződő kizárólagosság elvesztését jelenti, ez pedig a számára súlyos gazdasági hátrányokkal (pl. forgalom csökkenése, piacvesztés) jár.

## Példák a köznevesülésre

### Személynevekből keletkezett köznevek
- volt (Alessandro Volta)
- watt (James Watt)
- morzejelek vagy Morse-jelek (Samuel Finley Breege Morse)
- bakelit (Leo Hendrik Baekeland)
- röntgensugár (Wilhelm Conrad Röntgen)
- amper (André-Marie Ampère)
- curie (Pierre Curie)
- szendvics (Sandwich)
- bojkott (Charles Cunnigham Boycott)
- kaszanova (Giacomo Casanova)
- mecénás (Caius Cilnius Maecenas)
- donhuán vagy donzsuán (Don Juan) – lásd az irodalmi műveknél is
- kardigán (Thomas Brudenelle, Cardigan grófja)
- raglán (Lord Raglan)
- viganó (Maria Vigano)
- atilla (Attila hun uralkodó)
- zrínyi (Zrínyi Miklós)
- ferencjóska (Ferenc József)
- pepita (Pepita Ortega)
- garbó (Greta Garbo)
- begónia (Michel Bégon)
- dália (Andreas Dahl)
- cinnia (Johann Gottfried Zinn)
- fukszia (Leonart Fuchs)
- kamélia (Georg Joseph Kamel)
- Újházi-tyúkhúsleves (Újházi Ede)
- székelykáposzta (Székely József)
- zserbó (Gerbeaud Emil)
- dobostorta (Dobos C. József)
- makadám(út) (Mac Adam)
- dolomit (Silvain Guy Tancrède Dolomieu)
- vincseszter (Oliver Fisher Winchester)
- matuzsálem (Matuzsálem)
- grácia (Gráciák)

### Irodalmi művekből eredő köznevek
- oblomovizmus (Ivan Alekszandrovics Goncsarov): Oblomov)
- hárijánoskodik (Garay János: Az obsitos)
- patópáloskodik (Petőfi Sándor: Pató Pál úr, egyébként Pató Pál tényleg létezett, de a műből vált ismertté)
- donhuán vagy donzsuán: Don Juan (alakja megörökítve: Molière, Puskin, Byron, Shaw és Mozart műveiben)
- utópia (Morus Tamás: Utópia)
- biblia (pl. a jogászok bibliája)

### Földrajzi nevekből eredő köznevek
- tingli-tangli (Triangel mulató)
- bauxit (Les-Baux)
- tokaji
- badacsonyi
- debreceni
- gyulai
- csabai
- ementáli
- liptói (Liptószentmiklós)
- csimborasszó(ja valaminek) (Chimborazo)
- damaszt (Damaszkusz)
- kasmír
- muszlin kelme (Moszul)
- bikini (Bikini-szigetek)
- kanosszát jár (Canossa)

### Tárgyak nevéből eredő köznevek
- kolosszus (Kolosszosz)